# Fachkonzept
Im Allgemeinen ist ein Fachkonzept ein Konzept in einem bestimmten Fachgebiet. Die konkrete Verwendung des Begriffs ist in der Praxis verschieden. Claus Rautenstrauch und Thomas Schulze definieren es als eine „(semi-)formale, implementierungsunabhängige Beschreibung einer betriebswirtschaftlichen Konzeption“.
Im Speziellen beschreibt das Fachkonzept die funktionalen Anforderungen an eine Software und zeigt deren anwendungsbezogenen Nutzen auf. Es beschreibt die Funktionalität primär aus Sicht des Anwenders und Systemeigentümers. Es enthält Aussagen über Informationen, Regeln, Funktionen und Verarbeitungsschritte, die das zukünftige System enthalten muss. Es können auch nichtfunktionale Anforderungen wie Gebrauchstauglichkeit, Bedienbarkeit, Nachvollziehbarkeit der Verarbeitungsschritte und Testbarkeit gestellt werden.
Das Fachkonzept ist als Abgrenzung zu dem technischen Konzept, dem DV-Konzept zu sehen. Im Rahmen einer Ausschreibung kann das Fachkonzept als Teil des Lastenheftes verwendet werden. Ebenso bildet das Fachkonzept die Basis für die Gebrauchsanleitung.

## Adressatengerechte Perspektive
Systemlieferant und betriebswirtschaftliche Fachabteilung leben in verschiedenen Arbeitswelten und arbeiten mit unterschiedlichen Verständnismodellen und haben deshalb oft nur ein beschränktes Verständnis der jeweiligen Gegenwelt und deren Arbeitskonzepten. Einem gelungenen Fachkonzept muss hierbei der Brückenschlag gelingen. Je nachdem auf welcher Seite das Fachkonzept verfasst bzw. auf welcher Gegenseite es verstanden werden muss, fallen adressatengerechter Umfang, Beschreibungsmethodiken, Detaillierungs- bzw. Abstraktionsgrad und lesergerechte Fachsprachlichkeit naturgemäß jeweils unterschiedlich aus.
Erstellt der Systemlieferant das Fachkonzept, sollte dieses aus der Leseperspektive des Auftraggebers verständlich sein. Wird das Fachkonzept von der auftraggebenden Fachabteilung geschrieben, kann aus der Leseperspektive des Systemlieferanten neben der üblichen präzise formulierten Prosa auch vermehrt auf technische bzw. formale Formen der Systembeschreibung zurückgegriffen werden.
Das Fachkonzept kann auch auf formale Systembeschreibungen wie UML zurückgreifen, solange gewährleistet ist, dass der Adressat des Fachkonzeptes in der Lage ist, diese Beschreibungen auch zu verstehen. Im Falle von UML bieten sich in der Fachkonzeptphase besonders Usecase- und Statechart-Diagramme an. Solche Abstraktionen sind technisch orientiert und eignen sich eher als konzeptionelle Vorgabe für die Systementwickler denn als Funktionsbeschreibung für die Fachabteilungen.

## Umfang
Beispielhaft kann hier ein initiales Fachkonzept für eine Datenbank beschrieben werden. Es werden Fragen geklärt wie: 
1. Wofür wird die Datenbank benutzt? (Prozessbeschreibung)
2. Welche Angaben sollen gespeichert werden, welche können entfallen? (Prozessoptimierung)
3. Wie werden die Daten strukturiert? (Grobstrukturierung, die noch keine DV-Spezifika enthält)
4. Welchen Umfang wird die Datenbank bekommen? (wie groß wird das System)
5. Wie viel darf das System kosten?